# Microarray ung thư
Microarray ung thư là một phương pháp nhằm phát hiện, chẩn đoán, phân loại cũng như tiên lượng ung thư và định hướng điều trị.

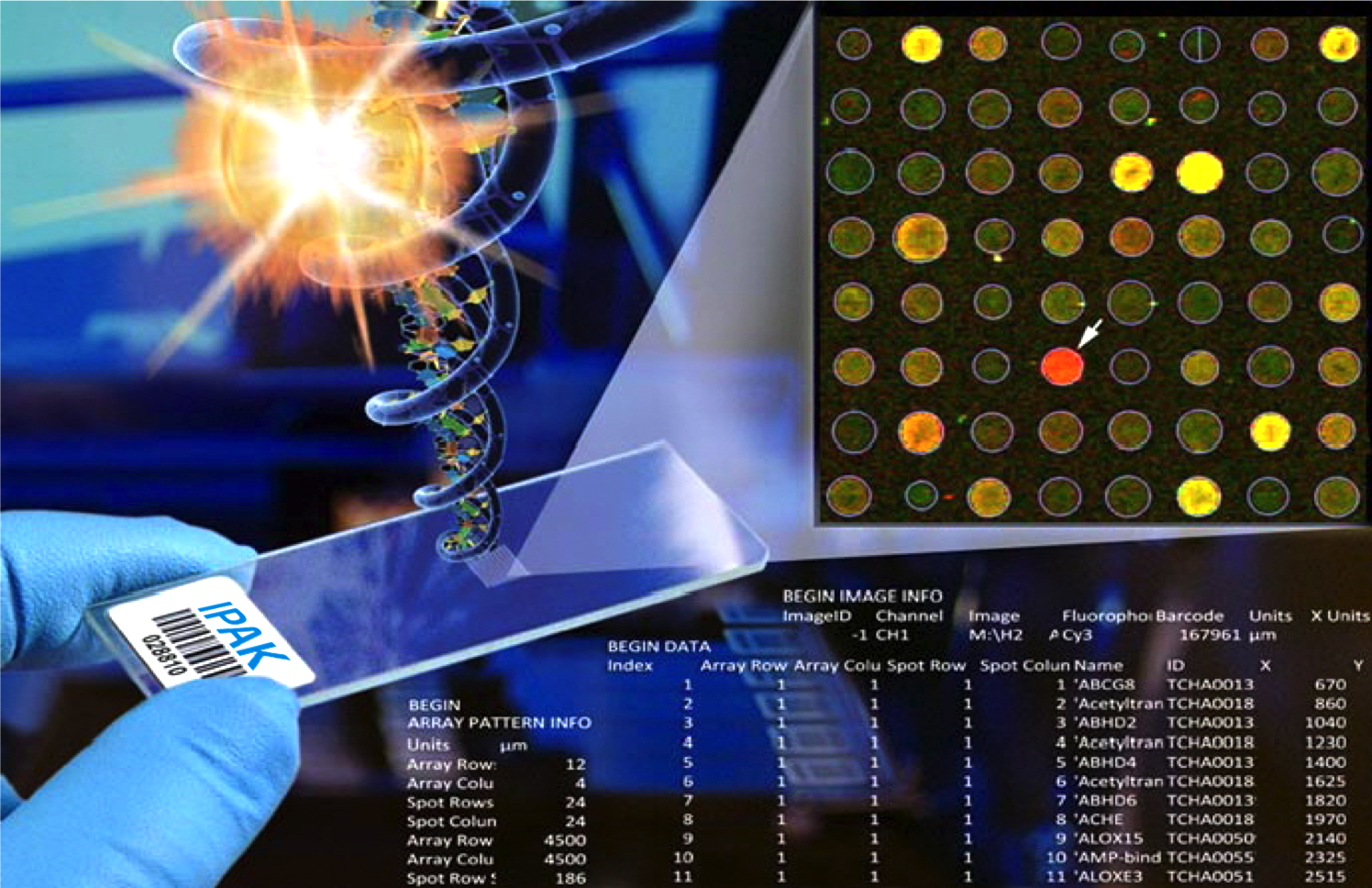
Microarray slide

Quá trình ung thư là một nhóm phức tạp của hội chứng rối loạn phát triển, là kết quả của sự tích tụ các biến đổi gen bao gồm đột biến gen, tái sắp xếp nhiễm sắc thể, tăng hoặc mất vật liệu di truyền, thay đổi epigenetic, mất tính dị hợp tử (LOH) và một loạt các thay đổi gen khác. Xác định và hiểu rõ những thay đổi gen của từng loại ung thư cụ thể có sự ảnh hưởng lớn đến việc chẩn đoán, tiên lượng và định hướng điều trị cho cả khối u lành tính cũng như ác tính.

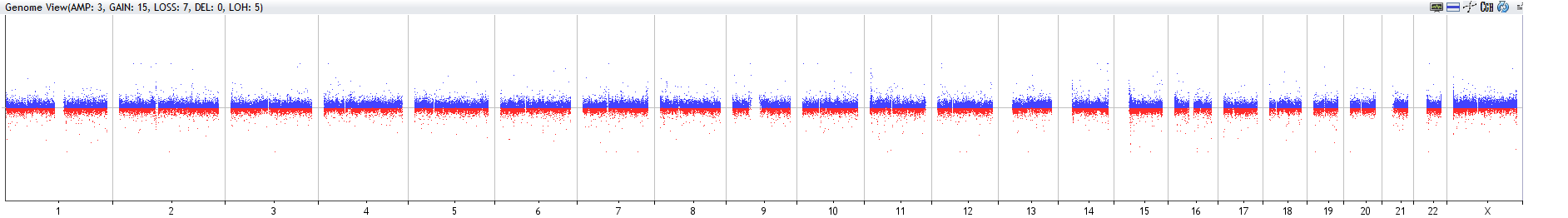
Kết quả của một microarray bình thường

Trong vài thập kỷ qua, dựa trên các phương pháp phân tích tiêu chuẩn như lập nhiễm sắc thể đồ (Karyotype), lai huỳnh quang tại chỗ (FISH) đã tích lũy các thông tin bất thường gen đặc trưng cho nhiều loại ung thư. Các thông tin này hiện nay được sử dụng để chẩn đoán và phân loại ung thư nhằm tăng hiệu quả điều trị. 

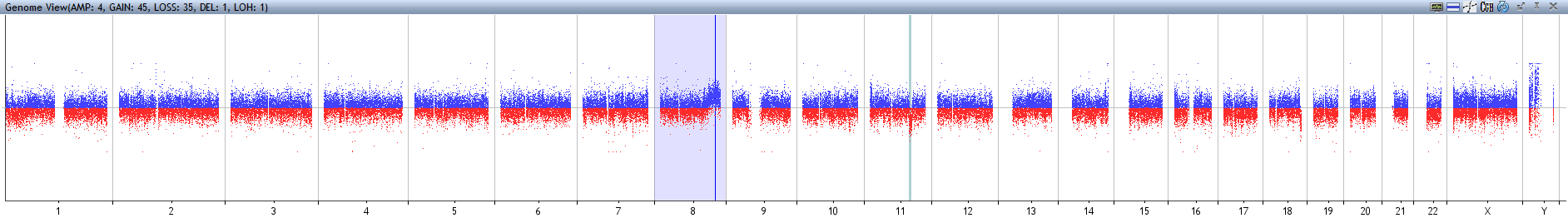
Kết quả của một microarray tăng 8q23.3-q24.3

Microarray ra đời đáp ứng nhu cầu không chỉ quan sát được các bất thường như trong phương pháp chuẩn hiện tại, mà còn có độ phân giải cao, cho phép nâng cao kiến thức về gen của các hội chứng/bệnh chuyên biệt, dẫn đến chiến lược điều trị hiệu quả hơn.

## Định nghĩa
Microarray ung thư là một tấm thủy tinh được gắn các probe trải đều trên toàn bộ các nhiễm sắc thế (NST) với khoảng 500 vùng gen (hàng ngàn gen) ung thư khác nhau, cho phép phân tích số lượng lớn các vùng gen trên cùng 1 array trong thời gian ngắn.
Microarray ung thư (CGH/SNP) chứa khoảng 120,000 CGH probe và 60,000 SNP probe. Oligo probe phát hiện sự tăng giảm số lượng gen/NST và SNP probe phát hiện tính mất dị hợp tử (LOH) trên bộ gen ung thư.

## Lợi ích
- Tầm soát/phát hiện sớm ung thư trước khi xảy ra[10].
- Phân loại hiệu quả các giai đoạn ung thư[9][10][11].
- Kết quả chính xác[1][2][3][4][5][6][7][8][10][11]
- Phát hiện đồng thời nhiều đột biến trên toàn bộ bộ gen[1][2][3][4][5][6][7][8][10][11].
- Thời gian nhanh[10].

## Đối tượng sử dụng
Một, Người có các dấu hiệu liên quan đến sức khỏe nhưng không giải thích được hoặc không biết nguyên nhân. Ví dụ: Ho không rõ nguyên nhân, sụt cân bất thường, đau bụng lâu ngày...
Hai, Lịch sử gia đình/người thân có ung thư di truyền: ung thư buồng trứng, cổ tử cung, tuyến giáp...
Ba, tâm lý lo âu và muốn tầm soát ung thư.
Bốn, Xét nghiệm theo chương trình của quốc gia, thế giới.

## Ung thư có thể phát hiện
- Tất cả các loại u đặc (ung thư vú, ung thư phổi, ung thư gan, ung thư tuyến tiền liệt, ung thư buồng trứng...)
- Và các bệnh ác tính về máu: CML, ALL, AML...
- Không phát hiện thể khảm ở mức thấp, chuyển vị tương hỗ, đảo đoạn, hoặc đột biến điểm gây ra kiểu hình lâm sàng.